# Баловинки
Баловинки — деревня Данковского района Липецкой области, входит в состав Берёзовского сельсовета.

## География
В деревне одна улица без названия, разделённая балкой с прудом. По западной границе Баловинки проходит областная автодорога 42К-122.

## Население
| 2010 |
| ---- |
| 83   |

Численность населения в 2009 году составляла 86 человек, в 2015 году — 62 человека.